# Малена Арнман
Малена Арнман (швед. Malena Ernman; Упсала, 4. новембар 1970) је шведска оперска певачица, мецосопран. Осим опера и оперета, Арнман изводи и шансоне, кабаретску и џез музику, и игра у мјузиклима. Образовала се на Краљевској музичкој академији у Стокхолму, Музичком конзерваторијуму у Орлеану (Француска) и у школи Краљевске шведске опере.
Малена Арнман је победила на Мелодифестивалену 2009. са брзом опера-поп песмом La voix Фредрика Шемпеа. Као представница Шведске на Песми Евровизије 2009. у Москви, пласирала се у финале као четврта у првој полуфиналној вечери и заузела 21. место у финалу.
Удата је за глумца Свантеа Тунберја.